# Pałac w Kruszewie
Pałac w Kruszewie – pierwszy pałac, jeszcze strzechą kryty, zbudowany został przez Mikołaja Rafała Antoniego Swinarskiego w XVIII wieku (ok. 1780 roku) i stał on na polanie, na północny zachód od obecnej bryły pałacu. Siedzibą rodową Swinarskich był Lubasz i tam spoczywają ich zwłoki na cmentarzu parafialnym wraz z ostatnim potomkiem rodu Prof. dr inż. dr h.c. Antonim Swinarskim, Rektorem Uniwersytetu Mikołaja Kopernika w Toruniu, zmarłym 8 września 1985 roku w Toruniu. Pałac, który stoi obecnie został wybudowany przez Gideona Von Wallenberg-Pachaly, w XIX wieku (1889 rok). 

## Historia Pałacu w Kruszewie
SWINARSKI h. Poraj, v. Swynarski,
rodzina wielkopolska, pisząca się z Wybranowa i będąca jednego pochodzenia z Wybranowskimi herbu Poraj. Jej wsią gniazdową są Swinary (Wielkie i Małe) k/ Kłecka w pow. gnieźnieńskim, gdzie dziedziczyli w pierwszej połowie XV stulecia, a zapewne już XIII w.
Jedna linia otrzymała pruski tytuł hrabiowski. Z tej rodziny: 1 senator, kasztelan inflancki 1734 — 1737. W XIX wieku posiadali w Wielkopolsce m.in. Czarnków i Kruszewow woj. poznańskim.
Mikołaj Swinarski (1711-1773) s. Jana, od ojca późniejszego króla Poniatowskiego, kupuje za 293 000 florenów polskich klucz czarnkowski z Czarnkowem, Dębem, Kruszewem, Sarbią, itd. …, następnie od tegoż Poniatowskiego kupuje dobra Trzcianka. W 1772 r. kupuje klucz Skoki z miastem Skoki i wsiami Rakojady, Roszkowo i inne. Tworzy jedną z większych fortun w Wielkopolsce.
Anna ze Skórzewskich Swinarska, wdowa po Mikołaju, kasztelanie inflanckim, ceduje na Mikołaja Swinarskiego jeszcze dobra Ciszkowo. Ponadto w 1775 roku Mikołaj kupuje Łopuchowo, Worowo, Gać, Smolarnię. Swoją ogromną fortunę, Mikołaj podzielił między swe dzieci.
Mocą testamentu, klucz czarnkowski z Dębem, Ciszkowem, Śmieszkowem, oraz klucz sarbiński z Kruszewem i klucz trzciankowski otrzymał syn Mikołaj Rafał Antoni.
Mikołaj Rafał Antoni Swinarski z Wybranowa h. Poraj (1754-1820), ożeniony z Zofią Miaskowską z Lubasza. Tenże Mikołaj, syn Mikołaja starszego, osadzony przez ojca na kluczu czarnkowskim, 1754-1820, nie pełnił żadnych funkcji politycznych. W całości oddał się gospodarowaniu w ciężkich warunkach po rozbiorze Polski. Zobowiązany do dużych spłat działów rodzinnych, z trudem utrzymuje całość majątku. Ożeniony z Zofią Miastkowską, kupuje od swego teścia Lubasz i tam się przeprowadza. Zakłada nowe wsie: Zofiówkę od imienia swej żony oraz Romanowo od imienia swego syna Romana Eustachego.
Roman Eustachy z Wybranowa Swinarski h. Poraj (1792–1848) ożeniony z Teofilią Zabłocką, otrzymuje od ojca we władanie klucz sarbiński i zamieszkuje w Kruszewie. Jest komisarzem powstania 1831 r. Roman Eustachy udziela się społecznie, zajmuje się obroną interesów powstańców 1831 roku, których rząd pruski uwięził po upadku powstania oraz zarządził konfiskatę ich dóbr. Roman Eustachy Swinarski zmarł 2 lipca 1848 r. w Kruszewie, pochowany został w Lubaszu koło Czarnkowa. Kruszewo i Sarbia przechodzą na własność syna Ernesta Augusta.
Ernest August z Wybranowa Swinarski (1824-1891), s. Romana i Teofili Zabłockiej, właściciel dóbr Kruszewo w Poznańskiem;
żona: Bronisława Raczyńska h. Nałęcz;
dzieci: Wanda, Witold, Mieczysław, Helena, Kazimierz.
Ernest August sprzedaje Kruszewo i Sarbię Gideonowi von Wallenberg-Pachaly i kupuje w okolicach Wolsztyna piękny majątek Obrę.
Czarnków wraz z całym kluczem czarnkowskim należał do rodziny Swinarskich od 1749 r. do 1878 r.
1878 - Gideon von Wallenberg-Pachaly (ur. 3 kwietnia 1843 we Wrocławiu -zm. 13 lipca 1917 r. w Kudowie, syn i brat wrocławskich bankierów), rozbiera pałac zbudowany przez Swinarskiego i stawia pałac na obecnym miejscu.
1889 – zakończenie budowy pałacu w obecnym miejscu.
Źródło: Köztelek z dn. 1897-05-15 – potwierdza, że von Wallenberg-Pachaly jr. Gideon był właścicielem Kruszewa w 1897 roku.
1899 – hr. Karol Potulicki nabywa majątek Kruszewo z folwarkiem Bronisławki w powiecie czarnkowskim od Deutsche Ansiedlungsbank (utworzony w dniu 05.02.1898 r.). Celem banku był rozwój bankowości hipotecznej w szczególności w odniesieniu do sektora rolnego.
1901 – hr. Karol Potulicki, jako właściciel majątku Kruszewo dokonuje rozległego remontu gorzelni w Kruszewie wraz ze zmianą maszyn i urządzeń.
Źródło: Przegląd gorzelniczy z dn. 1901-10-15
Potulicki Karol (1861–1931), ziemianin, publicysta, działacz społeczno-polityczny, dyplomata.
Urodzony 22 IX 1861 r. w majątku Jeziory Wielkie w pow. średzkim, był synem Józefa Kazimierza Macieja Potulickiego h. Grzymała i Ofelii hr. Skórzewskiej, h. Drogosław.
Karol Potulicki ukończył gimnazjum w Żytawie (Zittau) na Łużycach w r. 1883 i następnie od roku akademickiego 1883/4 studiował prawo na UJ, gdzie w r. 1891 uzyskał doktorat obojga praw. Przyjął obywatelstwo austriackie w r. 1883 i służbę wojskową odbył w krakowskim 16 pułku obrony krajowej, otrzymał stopień podporucznika. W r. 1902 obdarzony został tytułem c. k. szambelana.
Potulicki w r. 1899 nabył od Deutsche Ansiedlungsbank majątek Kruszewo z folwarkiem Bronisławki w pow. czarnkowskim. Gospodarował w nim przez dziesięć lat. Zamierzając się osiedlić w Szwajcarii, sprzedał w początkach 1909 r. Kruszewo, lecz nabywca w trzy miesiące później odsprzedał je pruskiej komisji kolonizacyjnej. W związku z tą sprawą redaktor „Kuriera Poznańskiego” Marian Seyda wystąpił z ostrą kampanią prasową przeciwko Potulickiemu, zarzucając mu świadome załatwienie transakcji. Rzecz znalazła epilog przed sądem obywatelskim, którego zażądał Potulicki. Sąd uznał bezpodstawność zarzutów Seydy, orzekając jednomyślnie (10 VII 1909), że nie ma dowodów świadomego działania Potulickiego, ale zarazem stwierdził, iż Potulicki prowadził pertraktacje w kwestii sprzedaży Kruszewa w sposób bardzo nierozważny, wręcz lekkomyślny, w warunkach panujących w zaborze pruskim.
W małżeństwie, zawartym w r. 1895, z Eweliną z Chłapowskich (1875–1936), siostrą Alfreda, ambasadora polskiego we Francji, działaczką społeczną (w czasie pierwszej wojny światowej byłą prezeską tow. dobroczynnego «Pain de Prisonnier» i szwalni polskiej w Genewie), miał Potulicki dwoje dzieci: Marię (1896–1972) i Michała (1897–1984), prawnika, docenta uniwersytetu genewskiego, profesora Wyższej Szkoły Dziennikarskiej w Warszawie, długoletniego referenta do spraw polskich w Międzynarodowym Biurze Pracy w Genewie, potem zastępcę naczelnika Wydziału Traktatowego Min. Spraw Zagranicznych, po wojnie m.in. profesora uniwersytetu w Strasburgu.
Po wyjeździe z kraju, Potulicki zamieszkał z rodziną w Genewie. Został także właścicielem posiadłości Prébailly koło Gex, tuż za granicą francuską. Po wybuchu pierwszej wojny światowej oddał Prébailly w r. 1915 do dyspozycji francuskiego Czerwonego Krzyża, który urządził tam szpital. Potulicki został przewodniczącym towarzystw: «Pro Polonia» (zajmującego się zbieraniem funduszów dla kraju) i «Ognisko» (grupującego kolonię polską), przy którym zorganizował pomoc przeznaczoną dla Polaków – jeńców wojennych. Zaprzyjaźniony z prezesem Międzynarodowego Czerwonego Krzyża i Agence Internationale des Prisonniers de Guerre G. Adorem, przyczynił się do utworzenia polskiej sekcji tej Agencji, pośredniczącej w wymianie korespondencji między jeńcami wojennymi a ich rodzinami.
W r. 1917 powołał polską sekcję przy Międzynarodowym Czerwonym Krzyżu, która stała się zalążkiem przyszłego Polskiego Czerwonego Krzyża.
Należał do wybitniejszych członków kierowanego przez Jana Kucharzewskiego propagandowego stowarzyszenia «La Pologne et la Guerre» i wchodził do jego rady. Wygłaszał odczyty o Polsce dla mieszkańców Genewy i innych miast szwajcarskich, rozwijał akcję publicystyczną na rzecz niepodległości Polski. Pisał do „Journal de Genève” (m.in. Le problème polonais, nr z 2 IX 1915), do wychodzącego w Szwajcarii w l. 1916–19 „Le Moniteur Polonais” (był też członkiem rady nadzorczej pisma), do „Revue Politique Internationale” (francuskiego pisma przeniesionego w czasie wojny do Lozanny), gdzie ukazał się m.in. artykuł P-ego pt. La Pologne d’hier et de demain (nr z listopada–grudnia 1915 i odb. Lausanne 1915); anonimowo wyszła jego broszura pt. La question polonaise par un Polonais de Poznanie (Lausanne 1915).
Po wojnie, od chwili powstania w r. 1921 Stałej Delegacji Polskiej przy Lidze Narodów, Potulicki był jej attaché honorowym (do śmierci) i podczas wielu zgromadzeń Ligi brał udział jako ekspert w pracach Komisji Prawniczej.
Uczestniczył też w rokowaniach górnośląskich (1921). Współpracował m.in. z czasopismami: „Journal de Genève”, warszawskim „Le Messager Polonais”; w krakowskim „Przeglądzie Współczesnym” zamieścił artykuły Przemiany polityczne w Entencie i ich znaczenie dla Polski (R. 1: 1922 t. 3) i Quo vadimus.Kilka uwag o przyszłości kultury europejskiej w świetle polityki światowej (R. 3: 1924 t. 10).
Potulicki zmarł 11 VIII 1931 w Genewie, pochowany został w Gex.
1909-05-12 – hr. Karol Potulicki sprzedaje Kruszewo Stefanowi Goetzendorf Grabowskiemu, Polakowi, który okazuje się jedynie figurantem, za którym stoi agent Komisji Kolonizacyjnej. Cena zbycia, to 1.300.000 marek. Społeczeństwo Wielkopolski jest poruszone tą sprzedażą i sprawa trafia do sądu, przed którym hr. Potulicki zostaje oczyszczony z zarzutów, ale jednocześnie zaliczony do zbyt łatwowiernych.
Źródło: Gazeta Toruńska z dn. 1909-05.23, Naprzód Kraków z dn. 1909-05-24, Gazeta Robotnicza z dn. 1909-05-27, Gazeta Lwowska z dn. 1909-07-16, Postęp z dn. 1909-07-31
1911 – dobra kruszewskie nabywa von Beulwitz, oficer wojsk pruskich.
1926 – założenie pałacowo-parkowe w Kruszewie nabywa Władysław Rudnicki z Małopolski,
1929 – Władysław Rudnicki sprzedaje majątek Kruszewo Zgromadzeniu oo. Misjonarzy Świętej Rodziny, a sam kupuje Młyn w Śmiłowie.
Źródło: Gazeta Szamotulska z dn. 1930-02-08
1939 – 1945 – czasie okupacji pałac pełnił różne funkcje: początkowo utworzono w nim obóz przejściowy dla rodzin, które miały zostać wywiezione w nieznane miejsca, następnie szkołę NSDAP, a w końcu zakład ginekologiczny dla Niemek z większych miast Rzeszy
1945 – 1949 – po wojnie obiekt stał pusty, czasami tylko będąc wykorzystywany na zaspakajanie doraźnych potrzeb lokalowych
1949 – ponownie otwarto Niższe Seminarium Duchowne oo. Misjonarzy Św. Rodziny
1952-08 – Niższe Seminarium Duchowne oo. Misjonarzy Św. Rodziny zostało zlikwidowane przez Prezydium Powiatowej Rady Narodowej i pałac był wykorzystywany przez porodówkę, ośrodek zdrowia, stację dentystyczną i inne przeznaczenie związane z ochroną zdrowia.
1958 – utworzono Dom Dziecka (Dom Zdrowia Dziecka)
1960 – w obiekcie zaczyna funkcjonować Szpital Ftyzjatryczny
1995 – Zgromadzenie oo. Misjonarzy Świętej Rodziny odzyskuje obiekt
1998-08-13 – Zespół pałacowo-parkowy zostaje sprzedany osobom prywatnym.
2001-12-19 – właścicielem, drogą aportu, staje się spółka Wschodnioeuropejskie Konsorcjum Towarowe S.A.
2006-03-02 – własność obiektu przechodzi na spółkę prawa handlowego
2017-01-30 – spółka wnosi obiekt do Pałac w Kruszewie - Spółdzielnia Medyczna
(Opracował: Sławomir Kempa - posiada źródła opisane)

## Opis architektoniczny
Pałac w Kruszewie jest budynkiem sześciokondygnacyjnym wybudowanym na planie prostokąta z wysoką, cylindryczną wieżą mieszczącą klatkę schodową, zwieńczoną cebulastym hełmem. Budynek został pokryty dachem dwuspadowym ze szczytami, a wokół niego roztacza się park krajobrazowy graniczący z Puszcza Notecką. 